# Timperfect
Timperfect (1980) (engleză Timescape) este un roman science fiction scris de Gregory Benford (împreună cu Hilary Foister, acesta din urmă nefiind creditat pentru scrierea lui).
Pocket Books a folosit titlul cărții pentru colecția lor SF.

## Intriga
Acțiunea este povestită din două perspective, situate la distanță egală de anul publicării romanului (1980). Primul fir narativ se desfășoară într-un 1998 devastat de dezastre ecologice de genul înmulțirii necontrolate a algelor sau extincției în masă. În trecere sunt menționate și alte evenimente, cum ar fi revoltele studențești, un act de terorism nuclear împotriva orașului New York (petrecut înaintea evenimentelor din roman). El urmărește un grup de savanți din Marea Britanie de la Universitatea Cambridge și încercarea lor de a avertiza oamenii din trecut trimițând un mesaj cu ajutorul tahionilor către poziția astronomică ocupată de Pământ în 1962–1963. Datorită naturii superluminice a tahionilor, mesajul va ajunge în trecut. Eforturile le aparțin englezului John Renfrew și americanului Gregory Markham, cel mai probabil realizat avându-l pe Benford însuși ca model. Eforturile lor sunt supervizate de Ian Peterson, un membru al Consiliului Mondial.
Al doilea fir narativ se desfășoară în 1962 la Universitatea California, San Diego din La Jolla, California, când tânărul savant Gordon Bernstein descoperă un zgomot anormal într-un experiment de fizică care privește rezonanța spontană a antimoniurii de indiu. Alături de asistentul său, Albert Cooper, el descoperă că zgomotul este structurat sub forma codului Morse. Mesajul rezultat este format din fragmente de propoziții și un amestec de litere, din cauza eforturilor echipei din 1998 de a evita paradoxul bunicului. Scopul acestei echipe este de a furniza cercetătorilor din trecut suficiente informații pentru a începe munca de rezolvare a crizei ecologice pe cale de a se produce, dar nu atât de multe încât criza să fie rezolvată în totalitate (și a face comunicarea cu trecutul să nu mai fie necesară, dând astfel naștere unui paradox).
Datorită naturii biologice a mesajului, profesorul Bernstein împărtășește mesajul profesorului de biologie Michael Ramsey. Deoarece mesajul furnizează și informații astronomice, el îl cooptează și pe Saul Shriffer, care se spune că ar fi lucrat cu Frank Drake la Proiectul Ozma. Inițial, înțelesul mesajului scapă cercetătorilor; Ramsey crede că este un mesaj militar legat de acțiunile de bioterorism ale Uniunii Sovietice, în timp ce Shriffer e de părere că mesajul are origini extraterestre. Shriffer își face publică teoria, menționându-l și pe Bernstein, dar supervizorul acestuia din urmă - Isaac Lakin - este sceptic și îi cere lui Bernstein să își vadă de proiectul original și să ignore semnalul. Din cauza întreruperii lucrului la experimentele lor, Bernstein pierde o promovare, iar Cooper cade la examen. Semnalul amplifică problemele pe care Bernstein le are în relația cu prietena sa, Penny.
În 1998, Peterson găsește un seif în La Jolla, care conține o bucată de hârtie indicând că mesajul a fost primit. Între timp, devine evident că natura virală a înmulțirii algelor depășește ritmul mediu estimat. Norii galbeni stranii care apar sunt puși pe seama absorbției materiei virale prin intermediul circuitului apei, aducând efecte devastatoare pentru agricultură și riscând să provoace otrăvirea alimentelor. Markham moare într-un accident de avion în timp ce zboară spre State, accident provocat de faptul că pilotul s-a apropiat prea mult de unul dintre acești nori.
În istoria trecută, ajunsă acum în anul 1963, Bernstein refuză să renunțe la semnale, care sunt recepționate și într-un laborator din Universitatea Columbia. Folosind fragmente din mesaje, Ramsey replică într-un experiment controlat condițiile și înțelege pericolul vizat, în timp ce Bernstein află faptul că acele coordonate astronomice primite se referă la poziția Pământului în anul 1998. Considerând că are deja un caz solid, el își publică rezultatele. Decizia sa are consecințe majore: pe 22 noiembrie, un student din Dallas este trimis să obțină o copie a descoperirilor lui Bernstein și ajunge să oprească tentativa de asasinat a lui Lee Harvey Oswald asupra președintelui John F. Kennedy. Paradoxul creează un univers paralel și pune punct definitiv legăturii cu anul 1998 original.
Finalul romanului prezintă un 1998 al cronologiei originale decadent, cu dezastrul ecologic dând complet peste cap modul de viață al oamenilor. Peterson se retrage într-o fermă fortificată pe care și-o pregătise anterior, în timp ce Renfrew continuă să trimită semnale către trecut, până când generatorul cedează. Însă înainte ca acest eveniment să aibă loc, el primește un semnal din anul 2349.
În anul 1974 din universul paralel are loc o decernare de premii pentru realizările științifice, în cadrul căreia Bernstein primește premiul Enrico Fermi pentru descoperirea tahionilor.

## Opinii critice
În anul 1980, cartea a câștigat premiile Nebula și BSF, iar în 1981 premiul memorial John W. Campbell pentru "Cel mai bun roman". Romanul a fost aclamat atât de criticii SF, cât și de cei ai literaturii mainstream pentru îmbinarea dramei interpersonale a unor personaje a căror dezvoltare este atent detaliată, cu elemente SF de genul călătoriei în timp și probleme ecologice.
Romanul a câștigat Premiul Ditmar pentru cea mai bună ficțiune internațională în 1981.

## Traduceri în limba română
- 1995 - Natură moartă cu timp, Ed. Nemira, Colecția "Nautilus", nr. 84
- 2006 - Timperfect, Ed. Nemira, Colecția "Nautilus", traducere Gabriel Stoian, 576 pag., ISBN 978-973-569-861-4

## Vezi și
- Timescape
- 1980 în științifico-fantastic